# Padrone del mondo (Jules Verne)
Padrone del mondo (Maître du Monde), edito anche come Il padrone del mondo, pubblicato nel 1904, è uno degli ultimi romanzi dello scrittore francese pioniere della letteratura di fantascienza Jules Verne, ed è un seguito di Robur il conquistatore. Nel momento in cui lo stava scrivendo, la salute dell'autore stava velocemente peggiorando e la storia ha finito col diventare molto pessimistica, infarcita di timore per la venuta di un'epoca di totalitarismo con nuovi tiranni moderni.

## Trama
Tutta una serie di eventi inspiegabili si stanno verificando nella zona orientale degli Stati Uniti. Un veicolo misterioso e talmente veloce da risultare quasi invisibile percorre le strade senza che nessuno riesca chiaramente ad identificarlo; un altrettanto misterioso natante percorre le acque muovendosi attraverso i mari. Seguono altre apparizioni stranissime.
Dopo che sordi rumori si odono ed un vasto incendio scoppia in cima ad una montagna - il "Grande Nido" sui Monti Appalachi - John Strock, capo ispettore del Dipartimento della Polizia Federale a Washington, avvia le indagini; si mette in viaggio verso i Monti Blue Ridge nel Nord Carolina per indagare sugli accadimenti e viene ben presto a conoscenza del fatto che tutti i fenomeni elencati sono causati da Robur, un brillantissimo quanto pericoloso inventore.
Viene catturato dall'uomo che sta dietro tutto questo, per l'appunto Robur il Conquistatore, protagonista dell'omonimo romanzo. I veicoli misteriosi sono tutti in realtà parte di uno solo, l'Épouvante: auto, natante, sottomarino e aeroplano, concentrati in una sola macchina; egli aveva appena finito di perfezionare questa sua ultima invenzione, da lui stesso battezzata come "il terrore" o "lo spavento".

Robur elude i suoi inseguitori e si dirige verso la zona dei Caraibi, dove darà sempre più segni di squilibrio mentale e, sfidando una tempesta con il suo veicolo, morrà colpito dall'immancabile nemesi: un fulmine che lo fa precipitare nel Golfo del Messico. Strock viene salvato dal naufragio del veicolo, ma il corpo di Robur non si riuscirà a rintracciarlo: al lettore viene lasciato giudicare se effettivamente sia morto o meno.

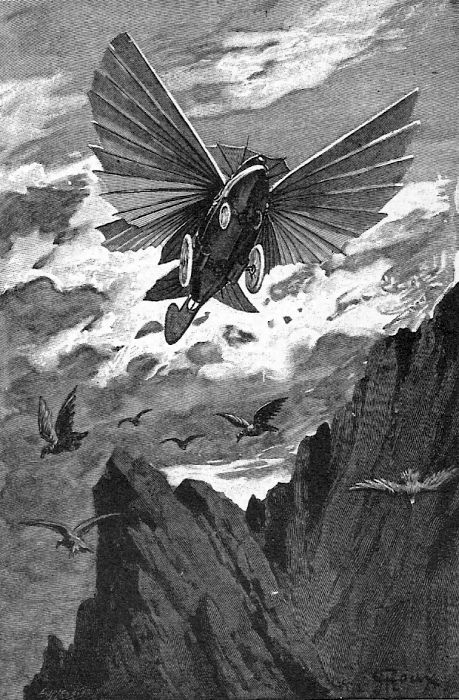
LÉpouvante in volo

## L'Épouvante
L'Épouvante ("Lo Spavento") è la macchina fantastica costruita e comandata da Robur il Conquistatore. Tale macchina è in grado di effettuare una vera e propria metamorfosi passando da mezzo di locomozione terrestre a mezzo di locomozione marino, da nave o sommergibile ad automobile ed aereo.
Di forma fuseiforme, è un veicolo della lunghezza di una decina di metri il quale raggiunge altissime velocità (150 miglia sulla terra e oltre 200 in volo) per l'epoca del racconto ed è guidato da un equipaggio di due uomini e dallo stravagante capitano Robur, orgoglioso a tal punto da autodefinirsi "padrone del mondo" e da sfidare le forze della natura: egli infatti morirà assieme alla sua prodigiosa invenzione nel superbo tentativo di sfidare un uragano.

## Personaggi
- John Strock: il narratore, ispettore capo della polizia.
- Mr. Ward: capo della polizia e diretto superiore di Strock.
- Elias Smith: sindaco della città di Morganton in Carolina del Nord, ricco proprietario terriero e cacciatore emerito.
- Harry Horn: guida d'alta montagna.
- James Brook: collega di Harry.
- Nisko: il cane di Elias.
- Sindaco di "Pleasant-Garden": amico e collega di Elias.
- Grad: anziano servitore fedelissimo di Strock e suo consigliere privato.
- Nab Walker: agente di polizia che accompagna Strock nella sua missione.
- John Hart: collega di Nab.
- Arthur Wells: uno dei migliori agenti della polizia federale.
- Robur: scienziato pazzo, costruttore e capitano dell'Épouvante.
- John Turner: secondo di Robur

## Illustrazioni del romanzo

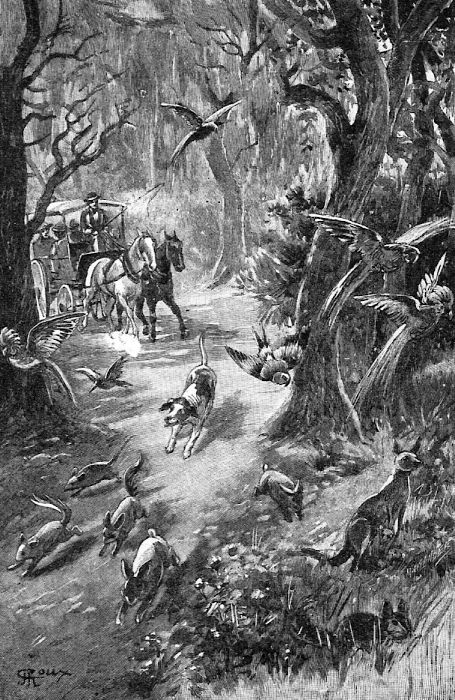
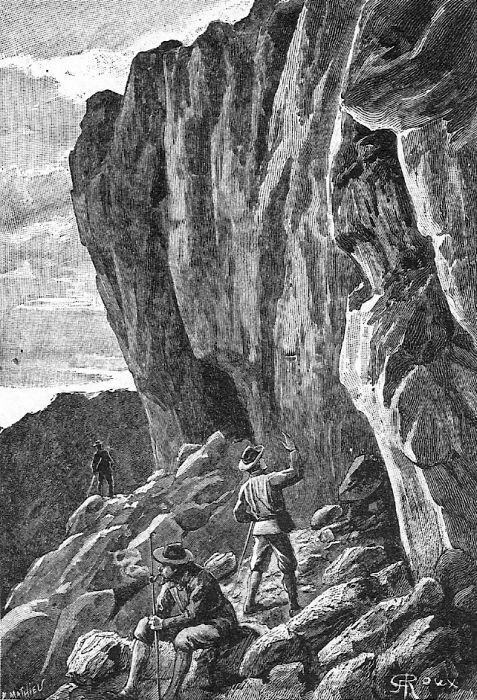
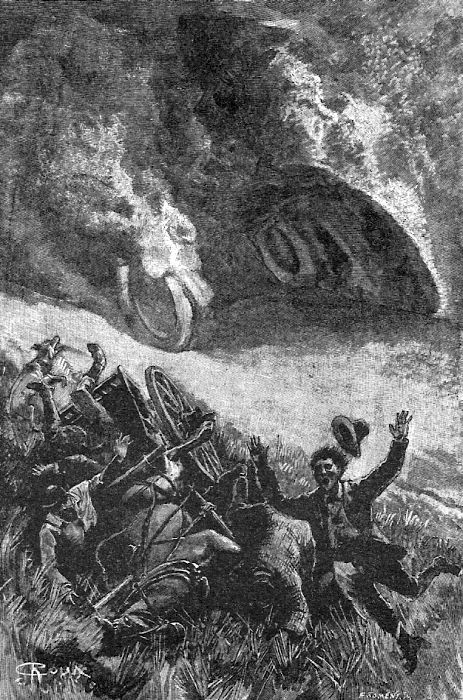
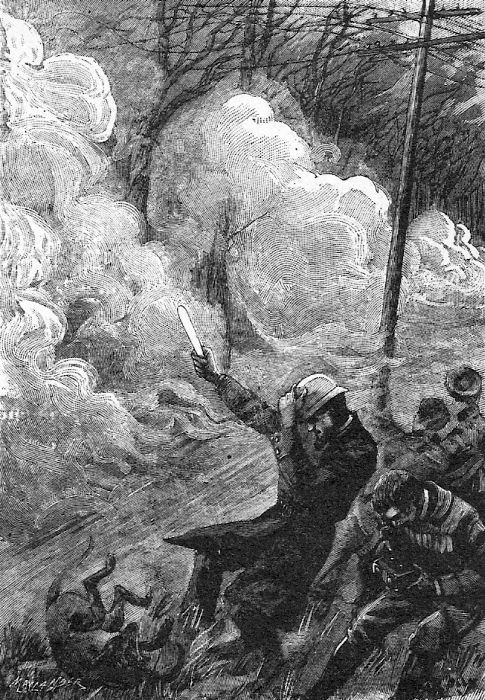
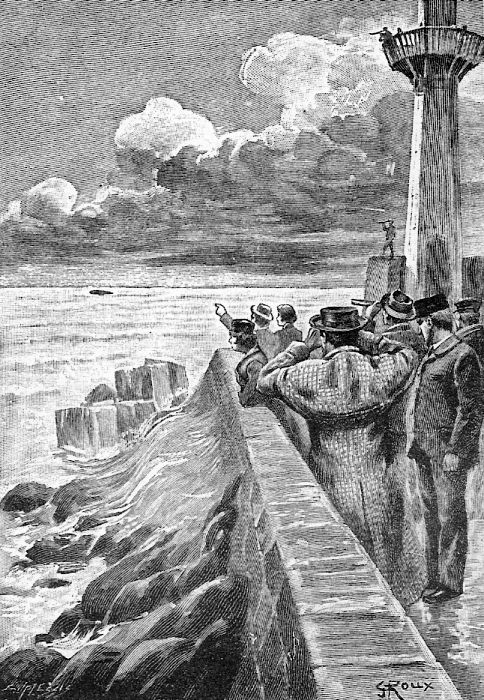
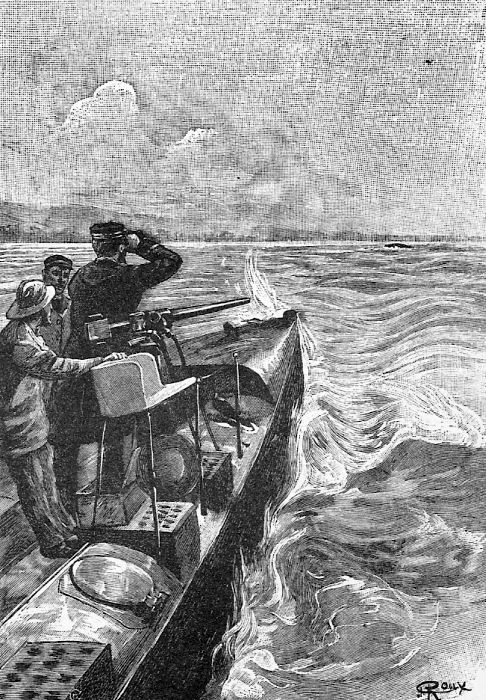
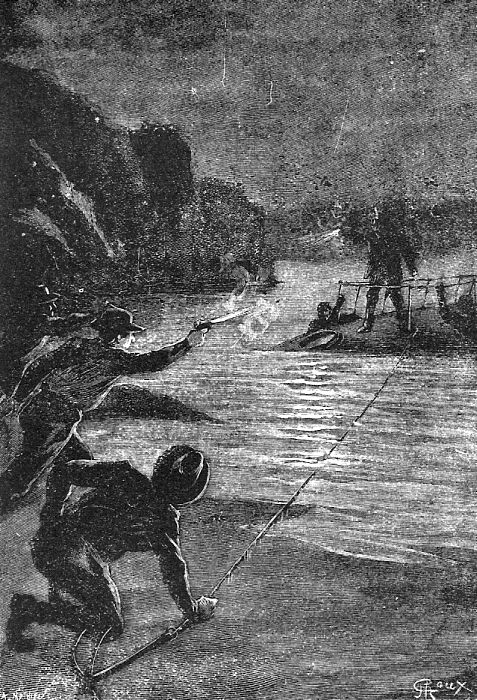
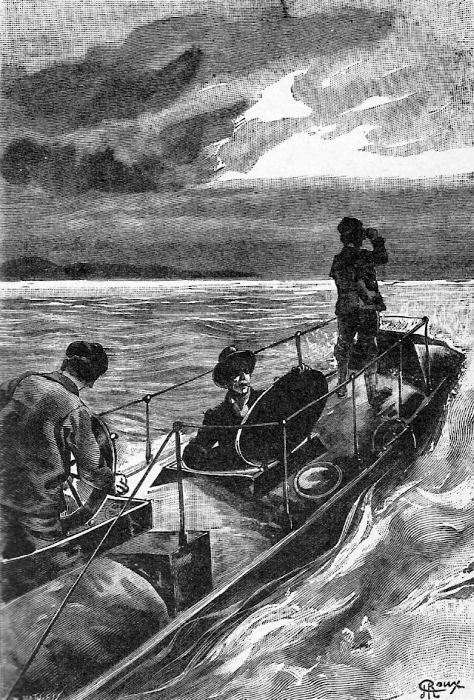
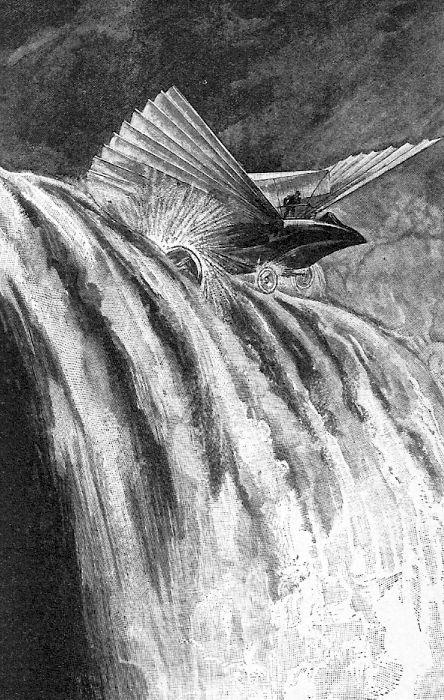
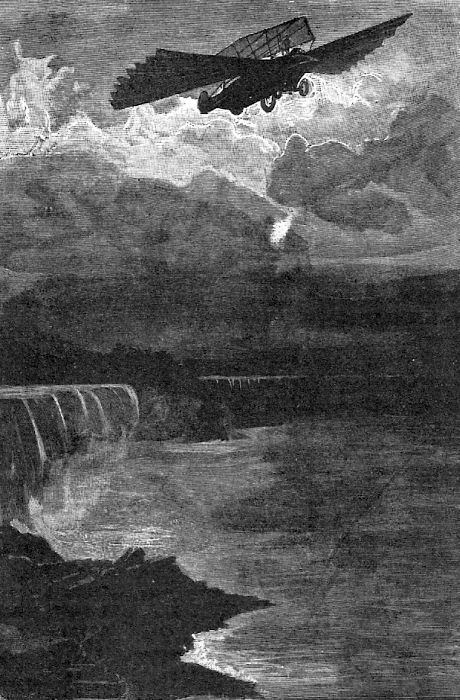
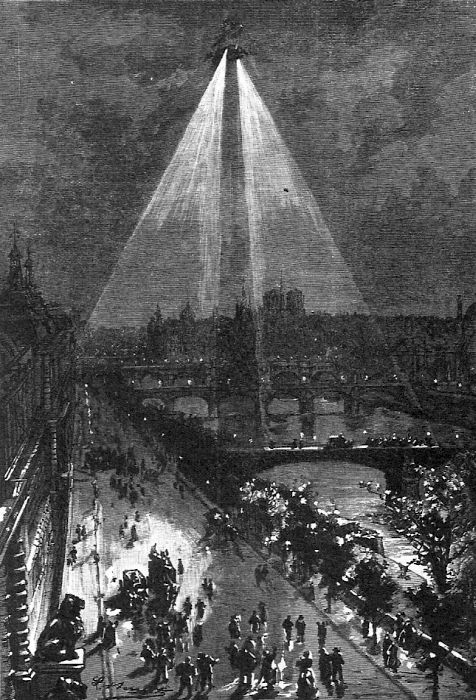
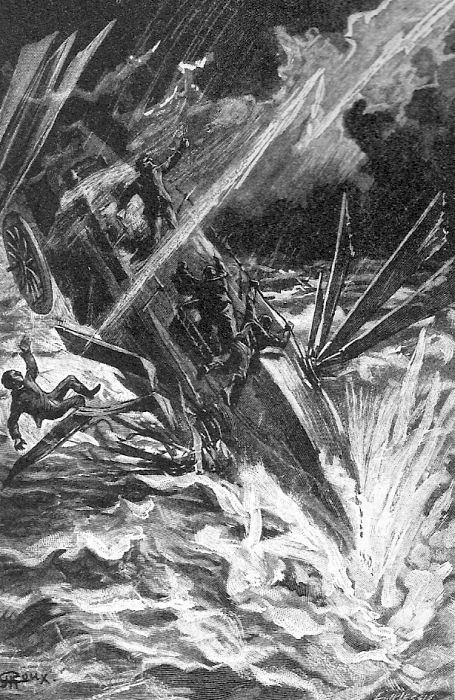

## Edizioni
- Il padrone del mondo, Collezione Viaggi straordinari, Milano, Paola Carrara Editore, 1906.
- Il padrone del mondo, Collana Strenna n.63, Boschi, 1961.
- Padrone del mondo, a cura di Giansiro Ferrata e Mario Spagnol, introduzione di Edmondo Aroldi, Collana Oscar n.367, Milano, Mondadori, 1971.
- Padrone del mondo. Un dramma in Livonia, traduzione di Barbara Mirò, Collana Corticelli-Hetzel n.151, Milano, Mursia, 1978.
- Il padrone del mondo, Edizione integrale e annotata. Introduzione critica di Ion Hobama, trad. B. Mirò, Collana Cosmo Oro classici della fantascienza n.70, Milano, Nord, 1985.

## Adattamenti
(elenco parziale)

### Cinema
- Il padrone del mondo, regia di William Witney (1961), interpretato da Vincent Price, Charles Bronson e Henry Hull. La pellicola è ispirata al romanzo di Jules Verne Robur il conquistatore del 1886 e al suo seguito Padrone del mondo del 1904.